# Phyllanthus lacunarius
Phyllanthus lacunarius är en emblikaväxtart som beskrevs av Ferdinand von Mueller. Phyllanthus lacunarius ingår i släktet Phyllanthus och familjen emblikaväxter. Inga underarter finns listade i Catalogue of Life.